# St. Leonhard (Figlsdorf)

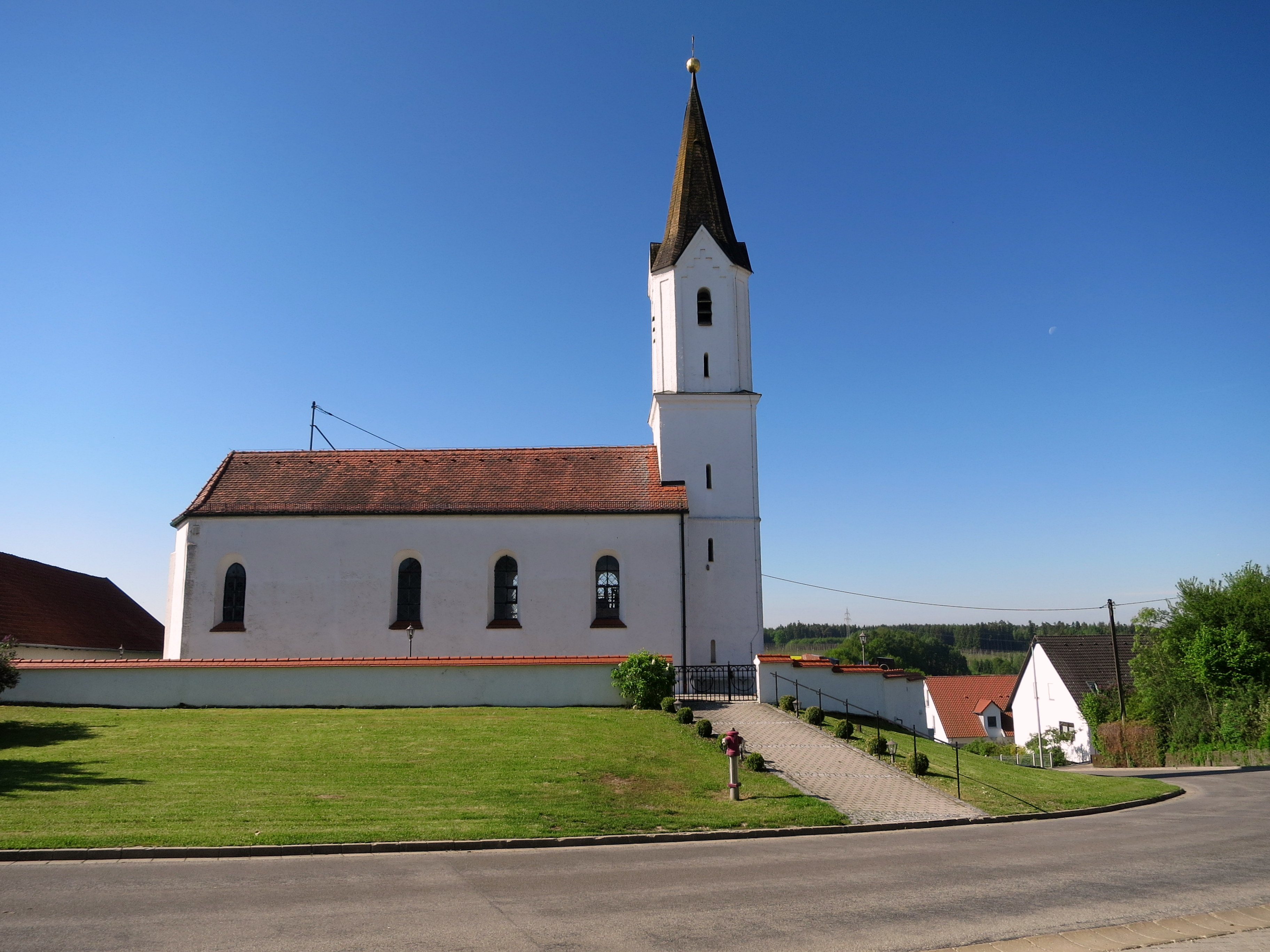
Katholische Filialkirche St. Leonhard

Die katholische Filialkirche St. Leonhard ist eine Kirche in Figlsdorf, einem Ortsteil des Marktes Nandlstadt (Landkreis Freising). Sie gehört zur Pfarrei St. Martin Nandlstadt. Das Gebäude ist ein Baudenkmal (Akten-Nummer D-1-78-144-30).

## Baubeschreibung
Es handelt sich um einen romanisch-gotischen Saalbau mit Polygonalchor, Westturm und angefügter Sakristei, das Langhaus wurde im 19. Jahrhundert erneuert.